# Liptovský Peter
Liptovský Peter (hongrois : Szentpéter) est un village de Slovaquie situé dans la région de Žilina.

## Histoire
La première mention écrite du village date de 1286.

## Démographie

### Évolution de la population
| Année:               | 1994. | 2004.   | 2014.   | 2024.   |
| -------------------- | ----- | ------- | ------- | ------- |
| Nombre de personnes: | 1389  | 1361    | 1370    | 1265    |
| Différence:          |       | -2,01 % | +0,66 % | -7,66 % |

| Année:               | 2023. | 2024.   |
| -------------------- | ----- | ------- |
| Nombre de personnes: | 1280  | 1265    |
| Différence:          |       | -1,17 % |